# Rebekka Schmitt-Illert
Rebekka Schmitt-Illert (* 13. September 1977 in Konstanz) ist eine deutsche CDU-Politikerin.  Sie war 2011 kurzzeitig Mitglied des Landtags von Baden-Württemberg.

## Leben
Rebekka Schmitt-Illert wuchs in Konstanz, Michelbach (Odenwald), Tauberbischofsheim und Washington, D.C. auf. 1995 zog die Familie nach Mannheim, wo Schmit-Illert 1997 das Abitur absolvierte. Anschließend studierte sie an der Universität Mannheim und wurde Diplom-Kauffrau und Diplom-Anglistin. Von 2007 bis 2009 war Schmitt-Illert Referentin im Ministerium für Wissenschaft, Forschung und Kunst Baden-Württemberg. 2010 wurde sie wissenschaftliche Mitarbeiterin im Wahlkreisbüro von Staatssekretär Georg Wacker.

## Politik
Von 2003 bis 2009 war Schmit-Illert Bezirksbeirätin im Mannheimer Stadtbezirk Schwetzingerstadt/Oststadt. Von 2009 bis 2019 gehörte sie dem Gemeinderat der Stadt Mannheim an. Im November 2019 wurde ihr für ihre ehrenamtliche Arbeit die Ratsmedaille in Bronze (wird vergeben für mindestens eine volle Amtszeit) verliehen.
Als Zweitkandidatin im Wahlkreis Mannheim II rückte sie am 1. März 2011 für den ausgeschiedenen Klaus Dieter Reichardt in den Landtag von Baden-Württemberg nach. Da sie bei der Landtagswahl in Baden-Württemberg 2011 nicht wieder kandidierte, schied sie schon zum 30. April 2011 wieder aus dem Landtag aus.